# Louis Hardy (entreprise)
 (avril 2025).
Pour les articles homonymes, voir Hardy.
Louis Hardy est une entreprise familiale française spécialisée dans l'importation et la distribution d'hydrocarbures, basée à Saint-Pierre, dans l'archipel de Saint-Pierre-et-Miquelon.
En 2007, l'importation d'hydrocarbures par le groupe Louis Hardy à Saint-Pierre-et-Miquelon se quantifiait à près de 25 000 tonnes.

## Historique
Louis Honoré Hardy (1899-1976) fonde l'entreprise en 1919,. Il signe alors un accord de partenariat avec l'entreprise canadienne Compagnie pétrolière Impériale (Imperial Oil), aujourd'hui filiale à 69 % de la multinationale américaine ExxonMobil, afin d'approvisionner Saint-Pierre-et-Miquelon avec des fûts de 205 litres.
En 1954, Louis Hardy, fils de Louis Honoré Hardy, revient dans l'archipel pour travailler dans l'entreprise familiale aux côtés de son père. Malgré les réticences initiales de ce dernier, il fait construire le premier réservoir de stockage de grande capacité à Saint-Pierre, d'une capacité de 596 m3, afin de fournir en carburants les bateaux étrangers. 
En 1956, alors en pleine de période de la grande pêche, l'entreprise familiale s'avère être un maillon essentiel de la pêche à la morue. Elle fournit aux pêcheurs l'huile de graissage, l'essence et le carburant diesel depuis la raffinerie d'Halifax, au Canada. « La station-service des bancs de Terre-Neuve », décrivait alors à propos de l'archipel le quotidien québécois Le Devoir en 1982. Louis Hardy assure aussi le ravitaillement de près de 250 voitures et camions de Saint-Pierre-et-Miquelon. 
En 1974, Louis Hardy devient une société anonyme (S.A.).
En 2007, Louis Hardy rachète la SPEG Oil, qui assure la distribution de gaz (butane et propane) dans l'archipel et exploite un dépôt de gaz à Galantry. Elle est absorbée au sein de la société en 2011.